# Anafiel Delauney
Anafiel Delauney is een personage uit de Kushiëls sage van Jacqueline Carey.
Anafiel Delauney is een onberispelijk geklede man met verfijnde Angelieke strekken. Hij is lang, heeft rood-bruin haar, grijze ogen, en lange wimpers met topaaskleurige vlekjes. Delauney is bekend aan het koninklijk hof van Terre d'Ange en is ooit de minnaar van Prins Rolande geweest. Door zijn gedicht over de Prins wordt de inmiddels dode Prinses Isabel de la Courcel zijn belangrijkste vijand, en zij laat het gedicht verbieden. Door middel van het zorgvuldig onderhouden van contacten met verschillende personen heeft hij echter nog steeds invloed op belangrijke zaken van het koninklijke hof. 
Anafiel Delauney woont in een simpel, elegant stadshuis, met een bescheiden voorhof, in een chique wijk nabij het paleis in de Stad van Elua. Centraal ligt het binnenhof; een ommuurde tuin met een terras, waar wijnranken groenige schaduwen over de tegelvloer werpen en een fonteintje ruist. Hij heeft twee leerlingen; Phèdre en Aelwijn, die hij schoolt in diverse talen, de geheimen van spionage en diplomatie, en de labyrintachtige verwevenheden van de hof-politiek. De twee ‘spioneren’ voor hem tijdens hun dienst aan Naamah. Delaunays motto is; alle kennis is de moeite van het hebben waard. Kennis kent echter ook zijn prijs, zoals blijkt in het eerste boek van de serie.